# Казони II (Болоња)
Казони II (итал. Casoni II) је насеље у Италији у округу Болоња, региону Емилија-Ромања.
Према процени из 2011. у насељу је живело 33 становника. Насеље се налази на надморској висини од 477 м.